# Lucero del alba (arma)

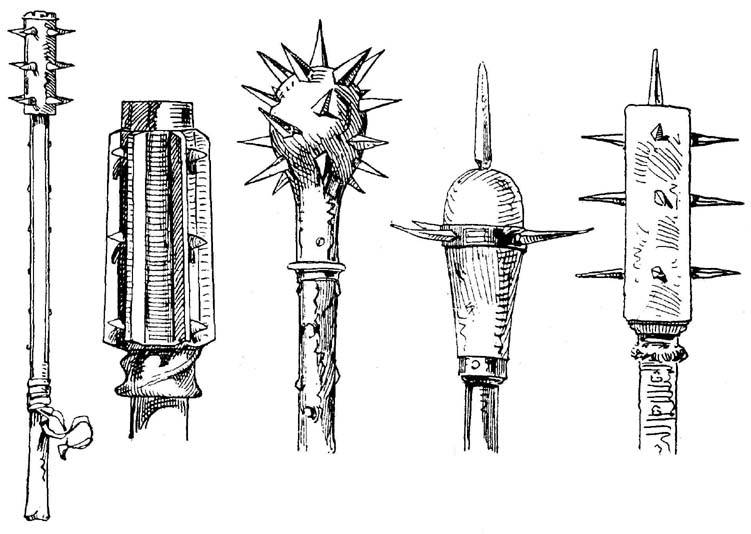
Un lucero del alba (al centro) mostrado entre otros diseños de mazas.

Lucero del alba, que es la traducción directa de morning star (en inglés) y de morgenstern (en alemán), es una maza de armas cuya característica principal es que su cabeza armada se compone de una esfera ferrada o plomada de donde parten clavos o púas. De ahí su similitud con el símbolo de un lucero.

## Discusión etimológica
Lucero del alba es un término del siglo XX empleado para diferenciar, o como traducción literal —lo que en España no se dio—, las mazas de armas tradicionales a las que, tanto en inglés como en alemán, se referían las mazas o clavas cuyas púas partían de una cabeza de armas esférica.  
Si bien en español no se diferenciaría de otras mazas de armas, en las tierras del norte de Europa sí que llegarían a tener una voz exclusiva. Por ello, el término «lucero del alba», traducido, fue análogo al de holy water sprinkler (en inglés), por su similitud, con sorna, con los báculos de bendecir con agua bendita, y de «estrella de la mañana», simplemente de las voces germanas, holandesas y suizas para este tipo de arma. 
Durante mucho tiempo esta maza ha sido traducida como mangual (arma de vástago y cadena y cabeza(s) de pinchos), tanto en castellano como en inglés. debido a interpretaciones modernas. Un lucero del alba no es ni mangual ni mayal, sino una maza.

## El lucero del alba en la historia
Según creencias, esta arma, en su versión medieval más primitiva, correspondería al siglo XIV, pero como se puede interpretar, el lucero del alba es el arma que, desde la mitología griega, porta Hércules (a la que dan el nombre de «clava con púas»), con lo que no es más que una variante de una maza de armas con pinchos. A partir de los siglos de dominio de la armadura blanca (arnés: completa de placas metálicas), todas las armas especializadas en perforar logran su cenit, lo cual explica su fama. Aunque, como bien se muestra en obras de arte medievales, estas armas ya estaban inventadas (Tapiz de Bayeux). 

## Morfología

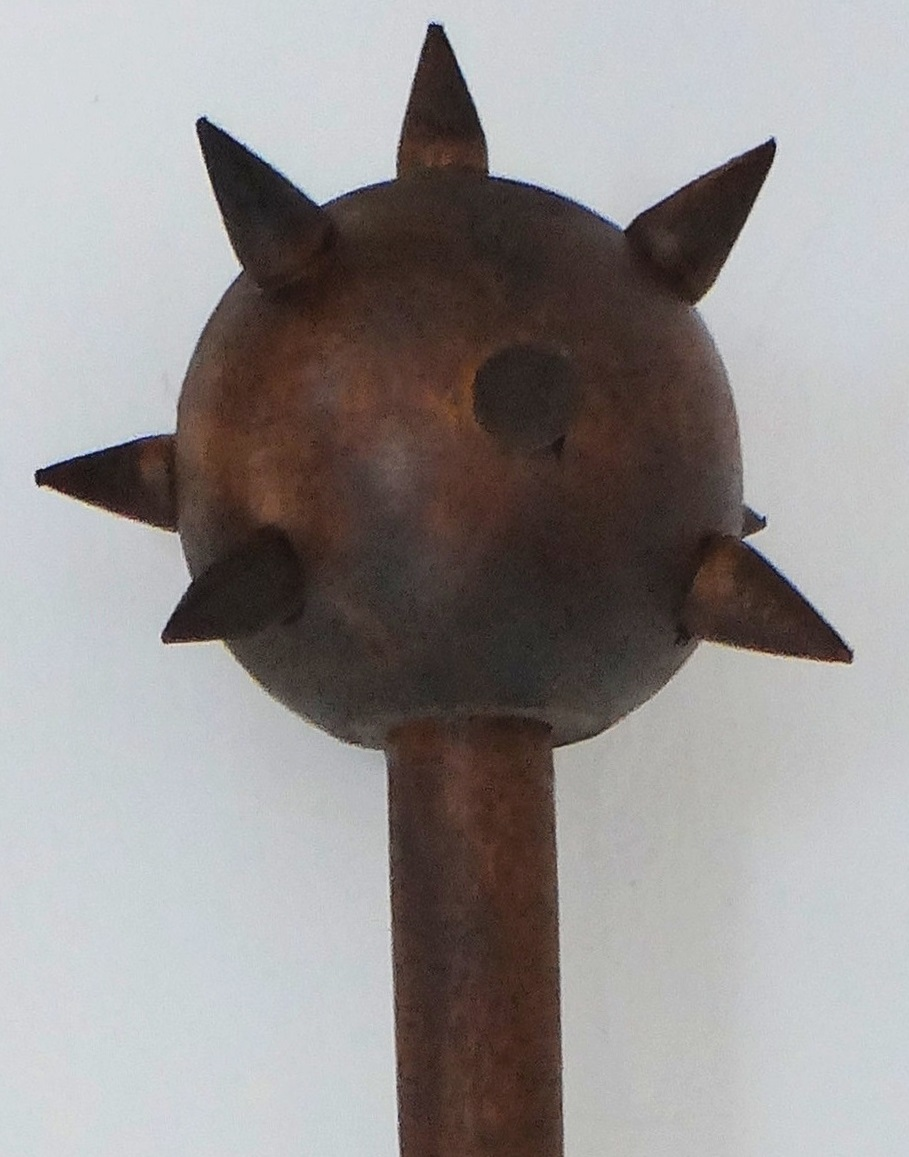
Cabeza de un lucero del alba

Un lucero del alba es una maza plomada y/o ferrada, en esfera, cuyas armas se componen de púas repartidas por toda su circunferencia. Al ser de esta guisa, es la evolución de una clava primitiva a la cual se le alargó el astil, o bien se la hizo toda ferrada. Estas armas no excedían de los 2 codos de norma, eran toscas y de las tropas de reclutamiento (cuando no eran más que clavas ferradas). Si no fuera porque en épocas de guerras con levas, su uso y crónicas las hicieran confundirse con los Goedendag y otros garrotes militares.
- Datos: Q1056737
- Multimedia: Morning star (weapon) / Q1056737